# Alice Oseman
Alice Oseman (Chatham, 16 ottobre 1994) è una scrittrice britannica.
È autrice di storie per giovani adulti (young adult). Si assicurò il suo primo contratto editoriale all'età di diciassette anni e pubblicò il suo primo romanzo, Senza nuvole (Solitaire in lingua originale), nel 2014. È anche autrice di Radio Silence, Nick e Charlie, Questo inverno. Una Heartstopper story, I Was Born For This, Loveless e del romanzo a fumetti Heartstopper. I suoi romanzi si concentrano sulla vita adolescenziale contemporanea nel Regno Unito e hanno ricevuto numerosi premi, tra cui l'Inky Awards e lo United By Pop Arewords.

## Biografia e attività lavorativa
Alice Oseman è nata nel Kent, è cresciuta in un villaggio vicino a Rochester e ha studiato alla Rochester Grammar School. Il suo romanzo di debutto Senza nuvole (Solitaire in lingua originale) è stato pubblicato da HarperCollins nel 2014 a seguito di una guerra di offerte. Segue la storia di Tori Spring, un'adolescente pessimista che incontra Michael, il suo polo opposto, un incredibile ottimista. Tentano di scoprire chi c'è dietro gli scherzi nella loro scuola, che diventano più seri a mano a mano che il romanzo avanza. Altri personaggi includono il fratello di Tori, Charlie, che ha un grave disturbo alimentare ed è esplorato di più nel fumetto di Oseman Heartstopper. Il romanzo esplora temi come l'amicizia, i problemi di salute mentale, i disturbi alimentari e le relazioni LGBTQ+.
Oseman ha pubblicato due romanzi basati sui personaggi di Senza Nuvole intitolati Nick e Charlie (Nick and Charlie in lingua originale, luglio 2015) e Questo inverno. Una Heartstopper Story (This Winter in lingua originale, novembre 2015). Entrambi sono stati pubblicati da Harper Collins Children's Books e pubblicati in cartaceo rispettivamente nell'agosto e nell'ottobre 2020.
Nel 2016 ha pubblicato il suo secondo romanzo Radio Silence. Il romanzo segue Frances, una studentessa tra le migliori della sua scuola, la cui vita ruota attorno alla sua ammissione all'università di Cambridge e che un giorno incontra Aled Last, il timido creatore del suo podcast preferito. Temi come le pressioni accademiche, le relazioni e le identità LGBTQ+ sono al centro del romanzo. Oseman ha dichiarato in diverse interviste come l'esperienza di Frances in Radio Silence fosse simile alla pressione scolastica da lei vissuta e ad una successiva disillusione nei confronti del mondo accademico dopo la sua esperienza all'Università di Durham. Il romanzo è stato elogiato per aver rappresentato personaggi di varie etnie, generi e sessualità. La Oseman ha spesso scritto dell'importanza di scrivere circa le diversità sul suo blog e ha parlato della mancanza di diversità in Solitare in varie interviste. Il romanzo ha vinto il Silver Inky Award 2017 per la letteratura per giovani adulti.
Il suo terzo libro, intitolato I Was Born For This è stato pubblicato a maggio 2018. Segue la storia di Fereshteh "Angel" Rahimi e Jimmy Kaga-Ricci. La storia parla di un gruppo musicale chiamato The Ark e del suo fandom e ha particolare attenzione ai fandom formati da adolescenti. Un recensore ha affermato che un messaggio del libro è: "puoi far parte di un fandom, ma non devi perderti in esso; essere un fan estremo può impedire a coloro che sono sotto i riflettori di essere se stessi".
È anche l'autrice artista del webcomic Heartstopper (in corso), che segue la relazione romantica tra Charlie Spring (fratello di Tori Spring) e Nick Nelson, entrambi personaggi di Senza Nuvole. Nel 2018 il primo volume è stato pubblicato in maniera indipendente dalla stessa autrice, tramite la campagna Kickstarter; i primi quattro volumi del fumetto sono stati tuttavia poi acquisiti poi da Hachette Children's Group. Il primo volume è stato pubblicato nel febbraio 2019, il secondo nel luglio 2019, il terzo volume nel febbraio 2020. Il quarto volume, invece, è stato pubblicato nell’agosto del 2021, il 5 volume dí Heartstopper è uscito il 7 dicembre 2023 e il 6 volume è previsto nel 2026 . Nel mese di giugno 2020 viene annunciato che l'Hachette Children's Group ha esteso i diritti di pubblicazione fino a un sesto ed ultimo volume della serie di graphic novels.
I romanzi di Oseman sono stati elogiati per essere "riconoscibili" e realistici per quanto riguarda la rappresentazione della vita adolescenziale contemporanea. Il suo primo libro Senza nuvole è stato particolarmente elogiato a causa della sua giovane età al momento dell'accordo editoriale, che ha contribuito a un'intervista a BBC Breakfast del 22 luglio 2014.
Nel 2018, per celebrare l'uscita del suo terzo romanzo I Was Born For This, tutti i libri pubblicati da Oseman hanno ricevuto nuove copertine corrispondenti in dimensioni, formato (copertine flessibili), schema di colori e stile. Le copertine ridisegnate sono state pubblicate a maggio, insieme al nuovo libro. Inoltre, la serie di Heartstopper viene presa in considerazione per un adattamento televisivo dalla compagnia See-Saw Films.
Nel luglio 2020 viene diffuso il suo quarto romanzo Loveless la cui protagonista, Georgia, è asessuale e aromantica. Proprio durante la promozione del romanzo l'autrice ha dichiarato che è il romanzo più personale di tutti in quanto anch'ella, proprio come la protagonista, è asessuale e aromantica.
Oseman utilizza pronomi femminili e neutri.

## Opere
Romanzi young adult
- Senza Nuvole (Solitaire, HarperCollins, 2014), Newton Compton Editori, 2015
- Nick e Charlie (Nick and Charlie, HarperCollins, e-book, 2015; cartaceo, 2020), Mondadori, 2022
- Questo inverno. Una Heartstopper story (This Winter, HarperCollins, e-book, 2015; cartaceo, 2020), Mondadori, 2022
- Radio Silence (HarperCollins, 2016), Mondadori, 2022[21]
- I Was Born For This (HarperCollins, 2018), Mondadori, 2022
- Loveless (HarperCollins, 2020), Mondadori, 2021[22]

Graphic novel di Heartstopper
- Heartstopper: Volume 1 (Hachette Children's Group, 2019), Mondadori, 2020[23]
- Heartstopper: Volume 2 (Hachette Children's Group, 2019), Mondadori, 2020[24]
- Heartstopper: Volume 3 (Hachette Children's Group, 2020), Mondadori, 2021[25]
- Heartstopper: Volume 4 (Hachette Children's Group, 2021), Mondadori, 2021[26]
- Heartstopper: Volume 5 (Hachette Children's Group, 2023), Mondadori, 2023[27]
- ‘’The Heartstopper Yearbook‘’ (Hachette Children's Group, 2023), Mondadori, 2023

## Filmografia

### Soggetto
- Heartstopper (2022-in corso)

## Premi e nomination
| Anno | Premio                  | Categoria                           | Nomination            | Risultato       |
| ---- | ----------------------- | ----------------------------------- | --------------------- | --------------- |
| 2017 | Inky Awards             | Silver Inky (International Fiction) | Radio Silence         | Vincitore/trice |
| 2018 | United By Pop Awards    | YA Book of the Year                 | I Was Born For This   | Vincitore/trice |
| 2020 | Goodreads Choice Awards | Best Graphic Novels & Comics        | Heartstopper Volume 3 | Vincitore/trice |
| 2021 | YA Book Prize 2021      | YA Book Prize                       | Loveless              | Vincitore/trice |